# 18 lutego
18 lutego jest 49. dniem w kalendarzu gregoriańskim. Do końca roku pozostało 316 (w latach przestępnych 317) dni.

## Święta
- Imieniny obchodzą: Agapit, Albert, Aleksander, Antoni, Bernadeta, Flawia, Flawian, Flawiusz, Franciszek, Gertruda, Heladia, Heladiusz, Jan, Klaudiusz, Konstancja, Konstantyna, Kosma, Lucjusz, Łucjusz, Maksym, Marcin, Mojżesz, Sylwan, Symeon, Wespazjan, Więcesława i Wilhelm.
- 1. dzień roku według kalendarza Kalijugi, liczonego od wielkiej bitwy na polu Kuru (Indie) w 3102 p.n.e.
- Gambia – Święto Niepodległości
- Wspomnienia i święta w Kościele katolickim[1][2] obchodzą:
  - bł. Antonia z Florencji (tercjarka franciszkańska, ksieni)[3]
  - bł. Fra Angelico (Jan z Fiesole, prezbiter, malarz)
  - św. Helladiusz z Toledo (arcybiskup)
  - św. Jan Piotr Neel (męczennik)
  - św. Konstantyna (Konstancja, cesarzowa Rzymu)

## Wydarzenia w Polsce

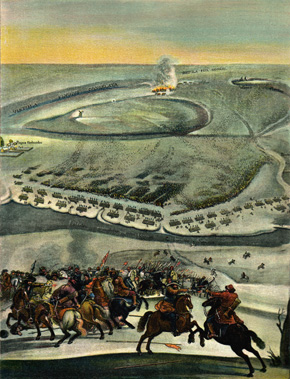
Bitwa pod Gołębiem (1656) na obrazie Johana Filipa Lemke

- 1386 – W katedrze wawelskiej odbył się ślub Jadwigi Andegaweńskiej z Władysławem II Jagiełłą.
- 1495 – W katedrze wileńskiej odbył się ślub Aleksandra Jagiellończyka z księżniczką Heleną Moskiewską.
- 1574 – Do Krakowa przybył pierwszy polski król elekcyjny Henryk Walezy.
- 1656 – Potop szwedzki: zwycięstwo wojsk szwedzkich w bitwie pod Gołębiem.
- 1807 – Gen. Józef Anastazy Łochocki został wybrany przez przedstawicieli mieszkańców na prezydenta Warszawy, jednak urzędu nie przyjął.
- 1850 – Otwarto Muzeum Archeologiczne w Krakowie.
- 1873 – W Krakowie odbyło się pierwsze posiedzenie Akademii Umiejętności.
- 1881 – Nieznani sprawcy podpalili Starą Synagogę w Szczecinku.
- 1915 – I wojna światowa: rozpoczęła się bitwa przasnyska.
- 1918 – W Działoszycach koło Pińczowa miała miejsce masowa demonstracja przeciwko traktatowi brzeskiemu z 9 lutego tego roku, którego treść wywołała wzburzenie wśród polskiej opinii publicznej. W trakcie tłumienia manifestacji przez żandarmów austriackich zginęły 3 osoby, a 3 kolejne zostały ranne.
- 1923 – Otwarto nową siedzibę Muzeum Narodowego w Lublinie.
- 1932 – Początek strajku górników Zagłębia Dąbrowskiego i Chrzanowskiego. W starciach z policją zginęły 4 osoby.
- 1944 – W Ludwikówce w powiecie rohatyńskim województwa stanisławowskiego oddział UPA dokonał masakry około 200 Polaków.
- 1945 – Zakończyła się bitwa pancerna o Stargard.
- 1946 – Powołano Najwyższy Trybunał Narodowy do osądzenia zbrodniarzy nazistowskich.
- 1957 – Ukazało się pierwsze wydanie dziennika „Wieczór Wybrzeża”.
- 1959 – Powołano Komitet Obrony Kraju.
- 1961 – W Krakowie otwarto Sztuczne lodowisko im. Adama „Rocha” Kowalskiego.
- 1962 – W Zakopanem rozpoczęły się Mistrzostwa Świata w Narciarstwie Klasycznym.
- 1965 – Premiera filmu Późne popołudnie w reżyserii Aleksandra Ścibora-Rylskiego.
- 1974 – Premiera filmu Ciemna rzeka w reżyserii Sylwestra Szyszko.
- 1980:
  - Edward Babiuch został premierem PRL.
  - Premiera filmu Szansa w reżyserii Feliksa Falka.
- 1981 – Podpisano porozumienie łódzkie kończące najdłuższy okupacyjny strajk studencki w Europie.
- 1982 – Mieczysław Dębicki został prezydentem Warszawy.
- 1996:
  - Odbyło się, niewiążące z powodu zbyt niskiej frekwencji, referendum uwłaszczeniowo-prywatyzacyjne.
  - Premiera pierwszego odcinka serialu telewizyjnego Matki, żony i kochanki w reżyserii Juliusza Machulskiego.
- 2014 – Weszła w życie nowa Krajowa Tablica Przeznaczeń Częstotliwości.

## Wydarzenia na świecie
- 3102 p.n.e. – Początek Kalijugi, ery żelaznej, czwartej i ostatniej (najgorszej) epoki w dziejach obecnego świata według wierzeń hindusów, zapoczątkowanej bitwą na polu Kuru opisaną w Mahabharacie.
- 642 – Kōgyoku jako druga kobieta w historii została cesarzową Japonii.
- 1126 – Walki o władzę książęcą w Czechach: w bitwie pod Chlumcem książę czeski Sobiesław I Przemyślida pokonał wojska króla niemieckiego Lotara III.
- 1198 – Tsuchimikado został cesarzem Japonii.
- 1229 – VI krucjata: król niemiecki Fryderyk II Hohenstauf podpisał dziesięcioletni rozejm z sułtanem Al-Kamilem, odzyskując Jerozolimę, Betlejem i Nazaret bez działań wojennych i bez wsparcia papiestwa.
- 1248 – Zwycięstwo obrońców Parmy nad wojskami cesarza Fryderyka II Hohenstaufa w bitwie pod Victorią.
- 1268 – Krucjaty północne: zwycięstwo wojsk ruskich nad niemiecko-duńskim rycerstwem inflanckiej gałęzi zakonu krzyżackiego w bitwie pod Rakvere.
- 1321 – Kuria lubuska wysłała z misją brata Henryka na kijowską stolicę biskupią.
- 1327 – Książęta górnośląscy złożyli w Opawie hołd lenny królowi Czech Janowi Luksemburskiemu.
- 1478 – W Tower of London został utopiony w beczce wina skazany na śmierć za zdradę książę Clarence Jerzy Plantagenet, młodszy brat króla Anglii Edwarda IV.
- 1519 – Hernán Cortés wypłynął z Kuby na podbój Meksyku.
- 1533 – Papież Klemensa VII zatwierdził zakon barnabitów.
- 1536 – W Konstantynopolu Imperium Osmańskie i Francja zawarły sojusz antyhiszpański.
- 1537 – W Moskwie podpisany został traktat pokojowy kończący wojnę litewsko-moskiewską.
- 1563 – Wojny religijne hugenockie: podczas oblężenia Orleanu głównodowodzący wojskami katolickimi książę Franciszek de Guise został postrzelony przez udającego dezertera z armii hugenockiej szlachcica Jeana de Poltrot de Méré, w wyniku czego zmarł 6 dni później.
- 1634 – Wojna trzydziestoletnia: cesarz Ferdynand II Habsburg oskarżył byłego głównodowodzącego swych wojsk księcia Albrechta von Wallensteina o zdradę stanu.
- 1637 – Wojna osiemdziesięcioletnia: zwycięstwo okrętów hiszpańskich nad angielsko-holenderskimi w bitwie koło Lizard Point.
- 1745 – Założono miasto Solo na Jawie (obecnie Surakarta).
- 1797 – Wojska brytyjskie dokonały udanej inwazji na będącą dotychczas hiszpańską kolonią wyspę Trynidad.
- 1800 – Flota brytyjska rozbiła francuski konwój płynący z pomocą dla oblężonego garnizonu francuskiego na Malcie.
- 1804 – W miejscowości Athens założono Uniwersytet Ohio.
- 1814 – VI koalicja antyfrancuska: zwycięstwo wojsk napoleońskich nad austriacko-wirtemberskimi w bitwie pod Montereau.
- 1815 – Zakończyła się wojna brytyjsko-amerykańska.
- 1837 – W Wenecji odbyła się premiera opery Pia de’Tolomei Gaetana Donizettiego.
- 1853 – Węgierski anarchista János Libényi usiłował w Wiedniu zasztyletować cesarza Austrii Franciszka Józefa. Po nieudanym pierwszym ciosie zamachowiec został obezwładniony przez cesarskiego adiutanta Maximiliana O’Donnella i rzeźnika Josepha Ettenreicha.
- 1859 – Wojska francuskie zdobyły Sajgon.
- 1873 – W Sofii został powieszony przez Turków bułgarski bohater narodowy Wasyl Lewski.
- 1874 – Amerykański astronom Christian Peters odkrył planetoidę (135) Hertha.
- 1881 – Założono miasto Lautaro w środkowym Chile.
- 1893 – Jerzy Tupou II został królem Tonga.
- 1899 – Émile Loubet został prezydentem Francji.
- 1900 – II wojna burska: rozpoczęła się bitwa pod Paardebergiem.
- 1906:
  - Armand Fallières został prezydentem Francji.
  - W Brukseli założono Belgijski Komitet Olimpijski.
- 1911:
  - Inauguracja poczty lotniczej (Indie).
  - W wyniku osuwiska wywołanego trzęsieniem ziemi w Tadżykistanie zaczęło się formować Jezioro Sareskie.
- 1913 – Raymond Poincaré został prezydentem Francji.
- 1916 – W więzieniu Sing Sing w Ossing w stanie Nowy Jork został stracony na krześle elektrycznym zabójca kochanki w ciąży, pochodzący z Niemiec były wikary nowojorskiej parafii św. Bonifacego Hans Schmid. Jest to jedyny duchowny katolicki na którym w USA wykonano wyrok śmierci.
- 1918:
  - I wojna światowa: wojska niemieckie podjęły ofensywę na froncie wschodnim (operacja „Faustschlag”).
  - Komitet Wykonawczy Rady Białoruskiej Republiki Ludowej przejął władzę w Mińsku.
- 1920 – Paul Deschanel został prezydentem Francji.
- 1929 – Została założona osada (obecnie miasto) Netanja w Izraelu.
- 1930:
  - Amerykański astronom Clyde Tombaugh odkrył planetę karłowatą Pluton (od odkrycia do 2006 roku uznawanego za dziewiątą planetę Układu Słonecznego).
  - W amerykańskim Saint Louis pierwsza w historii krowa o imieniu Elm Farm Ollie odbyła lot na pokładzie samolotu.
- 1931 – Admirał Juan Bautista Aznar-Cabañas został premierem Hiszpanii.
- 1932 – Japończycy utworzyli w Mandżurii marionetkowe państwo Mandżukuo.
- 1935 – Na dziedzińcu więzienia Plötzensee w Berlinie wykonano wyroki śmierci poprzez ścięcie toporem na agentkach polskiego wywiadu: Benicie von Falkenhayn i Renate von Natzmer.
- 1940 – Bitwa o Atlantyk: na wschód od Orkadów niemiecki okręt podwodny U-23 storpedował i zatopił brytyjski niszczyciel HMS „Daring”, w wyniku czego zginęło 157 spośród 162 członków załogi.
- 1942 – Wojna na Pacyfiku: japońscy okupanci rozpoczęli masowe aresztowania i egzekucje członków chińskiej diaspory w Singapurze.
- 1943:
  - Gestapo aresztowało członków antynazistowskiej organizacji Biała Róża, tworzonej przez pięcioro studentów i prof. Kurta Hubera z Uniwersytetu Ludwika i Maksymiliana w Monachium.
  - Minister propagandy III Rzeszy Joseph Goebbels w przemówieniu wygłoszonym w berlińskim Pałacu Sportu ogłosił rozpoczęcie wojny totalnej.
- 1944:
  - Kampania bałtycka: na zachód od Pilawy (Bałtijska) zatonął, najprawdopodobniej podczas zanurzania, niemiecki okręt podwodny U-7, w wyniku czego zginęła cała, 28-osobowa załoga.
  - Kampania śródziemnomorska: niemiecki okręt podwodny U-417 storpedował i zatopił brytyjski lekki krążownik HMS „Penelope” w wyniku czego zginęło 417 (lub 415 członków załogi) członków załogi wraz z dowódcą komandorem George’em Belbenem, a 206 marynarzy uratowano.
  - Wojna na Pacyfiku: Amerykanie zniszczyli japońską bazę morską na wyspie Truk w archipelagu Karolinów (17–18 lutego).
- 1948:
  - John A. Costello został premierem Irlandii.
  - ZSRR i Birma nawiązały stosunki dyplomatyczne.
  - ZSRR i Węgry zawarły w Moskwie traktat o przyjaźni, współpracy i pomocy wzajemnej.
- 1952 – Grecja i Turcja przystąpiły do NATO.
- 1954:
  - W NRD ustanowiono odznaczenie państwowe Medal Klary Zetkin.
  - Zakończyła się konferencja berlińska z udziałem ministrów spraw zagranicznych tzw. wielkiej trójki oraz Francji w sprawie wojny koreańskiej i I wojny indochińskiej.
- 1955 – Założono Kambodżański Czerwony Krzyż.
- 1956 – W pobliżu miasta Żurrieq na Malcie wkrótce po starcie rozbił się, mający lecieć do Londynu, samolot Avro York należący do Scottish Airlines, w wyniku czego zginęło wszystkich 50 osób na pokładzie (5 członków załogi i 45 pasażerów).
- 1959 – W Nepalu rozpoczęły się pierwsze w historii kraju wybory parlamentarne.
- 1960:
  - 7 krajów Ameryki Łacińskiej utworzyło w Montevideo stowarzyszenie wolnego handlu LAFTA.
  - Rozpoczęły się VIII Zimowe Igrzyska Olimpijskie w amerykańskim Squaw Valley.
- 1963 – Na indonezyjskiej wyspie Bali wybuchł wulkan Agung.
- 1965 – Proklamowano niepodległość Gambii (od Wielkiej Brytanii).
- 1969:
  - Terroryści z Ludowego Frontu Wyzwolenia Palestyny zastrzelili pilota i ranili trzech pasażerów, podczas nieudanej próby porwania samolotu Boeing 707 izraelskich linii El Al na lotnisku Zurych-Kloten.
  - W katastrofie samolotu pasażerskiego Douglas DC-3 pod Hawthorne w Nevadzie zginęło 35 osób.
- 1974:
  - Petras Griškevičius został pierwszym sekretarzem Komunistycznej Partii Litwy.
  - Podczas Mistrzostw Świata w Narciarstwie Klasycznym w szwedzkim Falun Stefan Hula senior zdobył brązowy medal w kombinacji norweskiej.
- 1979 – Pierwszy raz w historii na Saharze (w południowej Algierii) odnotowano opady śniegu.
- 1980 – Otwarto ambasadę Izraela w Kairze.
- 1981 – Nalumino Mundia został premierem Zambii.
- 1983 – Od 1600 do 2000 bengalskich uchodźców muzułmańskich zginęło w dokonanych przez wieśniaków masakrach w 14 wioskach w stanie Asam w północno-wschodnich Indiach.
- 1984 – Zawarto konkordat między Włochami a Stolicą Apostolską.
- 1991 – Jedna osoba zginęła, a 38 zostało rannych w przeprowadzonym przez Prowizoryczną Irlandzką Armię Republikańską zamachu bombowym na stacji kolejowej Victoria w Londynie.
- 1992 – Został wydany singel November Rain amerykańskiej grupy Guns N’ Roses.
- 1998 – W Teksasie podczas lotu ćwiczebnego rozbił się bombowiec strategiczny dalekiego zasięgu Rockwell B-1B Lancer. Czteroosobowa załoga zdołała się katapultować.
- 2000:
  - Król Lesotho Letsie III poślubił Annę Karabo Mots’oeneng.
  - Stjepan Mesić został prezydentem Chorwacji.
  - Uładzimir Jarmoszyn został p.o. premiera Białorusi.
- 2001 – Funkcjonariusz FBI Robert Hanssen został aresztowany pod zarzutem szpiegostwa na rzecz ZSRR i Rosji.
- 2002 – Założono uzbecki klub piłkarski Lokomotiv Taszkent.
- 2003 – 198 osób zginęło, a co najmniej 140 odniosło obrażenia w wyniku wywołanego przez szaleńca pożaru pociągu w metrze w Daegu w Korei Południowej.
- 2004 – W wyniku wybuchu pociągu z siarką i benzyną w Iranie zginęło 328 osób.
- 2005 – Odkryto największą znaną liczbę pierwszą: {\displaystyle 2^{25\ 964\ 951}-1,} mającą w zapisie dziesiętnym 7 816 230 cyfr[4].
- 2006:
  - Indie i Pakistan wznowiły po 40 latach połączenie kolejowe przez pustynię Thar.
  - Rekordowych 1,2 mln widzów przybyło na koncert grupy The Rolling Stones na plaży Copacabana w Rio de Janeiro.
- 2007 – W katastrofie śmigłowca Boeing CH-47 Chinook w afgańskiej prowincji Zabol zginęło 8 amerykańskich żołnierzy, a 14 zostało rannych.
- 2008 – W samobójczym zamachu bombowym w afgańskim mieście Spin Boldak zginęło 38 osób.
- 2010:
  - Ivo Josipović został prezydentem Chorwacji.
  - Pływający pod banderą Barbadosu żaglowiec „Concordia” przewrócił się i zatonął w trakcie sztormu u wybrzeży Brazylii. Wszystkie 64 osoby na pokładzie uratowano.
  - W wojskowym zamachu stanu został obalony prezydent Nigru Mamadou Tandja. Władzę w kraju przejęła Rada Najwyższa na rzecz Przywrócenia Demokracji z płk Salou Djibona czele.
- 2012 – ¾ głosujących obywateli Łotwy opowiedziało się w referendum konstytucyjnym przeciwko nadaniu językowi rosyjskiemu statusu drugiego, obok łotewskiego, języka urzędowego.
- 2013:
  - Jiang Yi-huah został premierem Tajwanu.
  - Urzędujący prezydent Serż Sarkisjan wygrał po raz drugi wybory prezydenckie w Armenii.
- 2014 – Protesty na Ukrainie:
  - W Kijowie, po zablokowaniu wniosku deputowanych opozycji o powrót do konstytucji z 2004 roku oraz powstrzymaniu marszu na parlament, doszło do radykalizacji protestów przeciwko prezydentowi Wiktorowi Janukowyczowi. Następnie rozpoczął się szturm Berkutu, który stopniowo przejmował barykady i ulice zajęte przez demonstrantów, a później szturmował Majdan. W starciach ulicznych było wielu zabitych i rannych po obu stronach.
  - W obwodzie lwowskim przejęcie władzy ogłosiła opozycyjna Rada Narodowa.
- 2015:
  - Chiril Gaburici został premierem Mołdawii.
  - Konflikt na wschodniej Ukrainie: prorosyjscy separatyści zdobyli Debalcewe.
  - Timothy Harris został premierem Saint Kitts i Nevis.
- 2016 – W Mińsku otwarto halę widowiskowo-sportową Dworiec sporta „Uruczje”.
- 2018 – 65 osób zginęło w katastrofie lotu Iran Aseman Airlines 3704 w południowo-zachodnim Iranie.
- 2021 – Abp Porfiriusz został wybrany na prawosławnego patriarchę Serbii.

## Eksploracja kosmosu
- 2021 – W kraterze Jezero na Marsie wylądował lądownik amerykańskiej sondy Mars 2020 wraz z żurawiem, łazikiem Perseverance i helikopterem Ingenuity.

## Urodzili się
- 1201 – Nasir ad-Din Tusi, perski astronom, matematyk, filozof (zm. 1274)
- 1219 – Tettsū Gikai, japoński mistrz zen (zm. 1309)
- 1374 – (między 3 października 1373 a tym dniem) Jadwiga Andegaweńska, król i patronka Polski, święta (zm. 1399)
- 1404 – Leone Battista Alberti, włoski malarz, poeta, muzyk, filozof, kartograf, architekt (zm. 1472)
- 1515 – Valerius Cordus, niemiecki lekarz, chemik, botanik (zm. 1544)
- 1516 – Maria I Tudor, królowa Anglii i Irlandii (zm. 1558)
- 1530 – Kenshin Uesugi, japoński daimyō (zm. 1578)
- 1543 – Karol III Wielki, książę Lotaryngii (zm. 1608)
- 1559 – Isaac Casaubon, francuski filolog klasyczny, badacz dzieł antycznych (zm. 1614)
- 1566 – Francesco Erizzo, doża Wenecji (zm. 1646)
- 1589 – Maarten Gerritsz Vries, holenderski kartograf, podróżnik, odkrywca (zm. 1647)
- 1602:
  - Per Brahe młodszy, szwedzki polityk, dyplomata, dowódca wojskowy (zm. 1680)
  - Michelangelo Cerquozzi, włoski malarz (zm. 1660)
  - Pieter Meulener, flamandzki malarz batalista (zm. 1654)
- 1605 – Juan de Almoguera, hiszpański duchowny katolicki, biskup Arequipy, arcybiskup metropolita Limy i prymas Peru (zm. 1676)
- 1615 – Maria Katarzyna Farnese, księżniczka Parmy, księżna Modeny i Reggio (zm. 1646)
- 1626 – Francesco Redi, włoski lekarz, przyrodnik, pisarz (zm. 1697)
- 1632 – Giovanni Battista Vitali, włoski kompozytor (zm. 1692)
- 1635 – Johan Göransson Gyllenstierna, szwedzki hrabia, polityk (zm. 1680)
- 1675 – Ferdinando Sanfelice, włoski architekt (zm. 1748)
- 1692 – Johann Michael Fischer, niemiecki architekt (zm. 1766)
- 1694 – Jan Kryštof Handke, czeski malarz pochodzenia niemieckiego (zm. 1774)
- 1704 – Juan José Martínez Escalzo, hiszpański duchowny katolicki, biskup Segowii (zm. 1773)
- 1716:
  - Augustus Berkeley, brytyjski arystokrata, wojskowy (zm. 1755)
  - Gaspard Fritz, szwajcarski kompozytor, skrzypek (zm. 1783)
- 1727 – Efraim Szreger, polski architekt pochodzenia niemieckiego (zm. 1783)
- 1729 – William Fleming, amerykański lekarz, wojskowy, polityk pochodzenia szkockiego (zm. 1795)
- 1732 – Johann Christian Kittel, niemiecki kompozytor, organista (zm. 1809)
- 1734 – Jean-Marie Roland, francuski polityk, rewolucjonista (zm. 1793)
- 1736 – Piotr Passek, rosyjski generał, polityk (zm. 1804)
- 1745 – Alessandro Volta, włoski hrabia, tercjarz franciszkański, fizyk, wynalazca, konstruktor, fizjolog (zm. 1827)
- 1751 – Adolf Ulrik Wertmüller, szwedzki malarz (zm. 1811)
- 1760 – Franciszek Barss, polski adwokat, publicysta, tłumacz, dyplomata (zm. 1812)
- 1770 – Johann Christian Heinrich Rinck, niemiecki kompozytor, organista (zm. 1846)
- 1772 – Giovanni Battista Brocchi, włoski geolog, paleontolog (zm. 1826)
- 1775 – Thomas Girtin, brytyjski malarz, rysownik, grafik (zm. 1802)
- 1776 – Karl August Ferdinand von Borcke, pruski generał (zm. 1830)
- 1780 – Aleksiej Wenecjanow, rosyjski malarz (zm. 1847)
- 1795 – George Peabody, amerykański przedsiębiorca, filantrop (zm. 1869)
- 1796 – Vincenzo Santucci, włoski kardynał (zm. 1861)
- 1799:
  - Konstanty Hegel, polski rzeźbiarz (zm. 1876)
  - Philipp Johann Ferdinand Schur, niemiecki botanik, farmaceuta, chemik, fabrykant (zm. 1878)
- 1800 – Piotr (Jovanović), serbski duchowny prawosławny, metropolita belgradzki (zm. 1864)
- 1802:
  - Julian Roman Lubieniecki, polski pszczelarz (zm. 1862)
  - Camille Roqueplan, francuski malarz, litograf (zm. 1855)
- 1803 – Keisuke Itō, japoński lekarz, biolog (zm. 1901)
- 1804:
  - Maciej Dembiński, polski organista, dyrygent, kompozytor, pedagog (zm. 1878)
  - Thomas George Pratt, amerykański polityk, senator (zm. 1869)
- 1805 – Lewis R. Bradley, amerykański polityk (zm. 1879)
- 1807 – Józef Szafranek, polski duchowny katolicki, działacz społeczny, polityczny i narodowy, wydawca (zm. 1874)
- 1813 – Alexander Duncker, niemiecki wojskowy, wydawca, księgarz, pisarz (zm. 1897)
- 1817 – Johannes Bosboom, holenderski malarz (zm. 1891)
- 1818:
  - Konstanty Schmidt-Ciążyński, polski kolekcjoner dzieł sztuki (zm. 1889)
  - Seweryn Smarzewski, polski ziemianin, polityk (zm. 1888)
- 1823 – Jasper Francis Cropsey, amerykański malarz (zm. 1900)
- 1825 – Mór Jókai, węgierski pisarz, polityk (zm. 1904)
- 1827:
  - Leopold Abaffy, słowacki duchowny katolicki, prozaik, poeta, dramaturg (zm. 1883)
  - Heinrich Brugsch, niemiecki archeolog, egiptolog (zm. 1894)
- 1828 – Adrien Gréa, francuski duchowny katolicki, wikariusz generalny diecezji Saint-Claude, założyciel zakonu kanoników regularnych kongregacji Niepokalanego Poczęcia (zm. 1917)
- 1832 – Octave Chanute, amerykański konstruktor mostów, teoretyk lotnictwa, wynalazca pochodzenia francuskiego (zm. 1910)
- 1836 – Śri Ramakryszna Paramahansa, bengalski mistyk i święty hinduistyczny (zm. 1886)
- 1838 – Ernst Mach, austriacki fizyk, filozof, historyk nauki, wykładowca akademicki (zm. 1916)
- 1839:
  - Agostino Gaetano Riboldi, włoski duchowny katolicki, arcybiskup Rawenny, biskup Pawii, kardynał (zm. 1902)
  - Harry Seeley, brytyjski paleontolog, wykładowca akademicki (zm. 1909)
- 1840:
  - Maciej Moraczewski, polski architekt, budowniczy (zm. 1928)
  - Jan Rudowski, polski pułkownik, uczestnik powstania styczniowego (zm. 1905)
- 1841 – Adam Czyżewicz, polski lekarz, ginekolog-położnik (zm. 1910)
- 1844:
  - Willem Maris, holenderski malarz (zm. 1910)
  - Hajime Saitō, japoński samuraj (zm. 1915)
  - Lucyna Żukowska, polska podporucznik, uczestniczka powstania styczniowego (zm. 1944)
- 1846 – Giovanni Battista Lugari, włoski kardynał (zm. 1914)
- 1848 – Louis Comfort Tiffany, amerykański projektant wyrobów ze szkła (zm. 1933)
- 1849:
  - Jérôme Eugène Coggia, francuski astronom (zm. 1919)
  - Alexander Kielland, norweski pisarz (zm. 1906)
  - Arnold Morley, brytyjski polityk (zm. 1916)
- 1850 – George Henschel, brytyjski pianista, kompozytor, dyrygent, śpiewak operowy (baryton) pochodzenia niemiecko-żydowskiego (zm. 1934)
- 1853:
  - Ernest Fenollosa, amerykański orientalista, wykładowca akademicki, kolekcjoner dzieł sztuki pochodzenia katalońskiego (zm. 1908)
  - Maciej Kwieciński, polski lekarz (zm. 1936)
- 1854 – Herbert Gladstone, brytyjski arystokrata, polityk (zm. 1930)
- 1855:
  - Wiera Timanowa, rosyjska pianistka (zm. 1942)
  - Jean Jules Jusserand, francuski filolog, dyplomata (zm. 1932)
  - Aleksander Rajchman, polski dziennikarz, krytyk teatralny i muzyczny, dyrektor opery (zm. 1915)
- 1856:
  - Sofija Rusowa, ukraińska pisarka, obrończyni praw kobiet, działaczka polityczna, pedagog (zm. 1940)
  - Max Westram, niemiecki polityk, nadburmistrz Raciborza (zm. 1922)
- 1857:
  - Max Klinger, niemiecki malarz, grafik, rzeźbiarz (zm. 1920)
  - Dmitrij Szczerbaczow, rosyjski generał piechoty, emigrant (zm. 1932)
- 1858:
  - Luiza, księżniczka belgijska, księżna Sachsen-Coburg-Gotha (zm. 1924)
  - Aleksandr Nikolski, rosyjski zoolog, wykładowca akademicki (zm. 1942)
  - Marcelina Sembrich-Kochańska, polska śpiewaczka operowa (sopran) (zm. 1935)
- 1860 – Anders Zorn, szwedzki malarz, grafik (zm. 1920)
- 1861 – Heinrich Dehio, niemiecki psychiatra (zm. 1928)
- 1863 – Jadwiga Majówna, polska działaczka społeczna (zm. 1943)
- 1864:
  - Bolesław Twardowski, polski duchowny katolicki, arcybiskup metropolita lwowski (zm. 1944)
  - Johannes Wertheim-Salomonson, holenderski neurolog, radiolog (zm. 1922)
- 1865 – Kalin Najdenow, bułgarski generał porucznik, polityk (zm. 1925)
- 1866 – Janko Vukotić, czarnogórski generał, polityk, premier Czarnogóry (zm. 1927)
- 1867 – Hedwig Courths-Mahler, niemiecka pisarka (zm. 1950)
- 1869 – Johan Hjort, norweski biolog morza, oceanograf, zoolog (zm. 1948)
- 1870 – August Busck, amerykański entomolog pochodzenia duńskiego (zm. 1944)
- 1871:
  - Helmar Lerski, szwajcarski fotograf, operator i reżyser filmowy pochodzenia żydowskiego (zm. 1956)
  - Siergiej Zawadski, rosyjski prokurator, polityk, senator, zastępca ministra sprawiedliwości ukraińskiego rządu, emigracyjny wykładowca akademicki, prawoznawca, filolog, publicysta, działacz kulturalno-społeczny (zm. 1935)
- 1872:
  - Konstanty Krumłowski, polski dramatopisarz, satyryk (zm. 1938)
  - Makary III, patriarcha Kościoła koptyjskiego (zm. 1945)
  - Zofia Staszkowska, polska aktorka (zm. 1918)
- 1873 – Thomas F. Ford, amerykański polityk (zm. 1958)
- 1874:
  - Aleksandr Czuprow, rosyjski matematyk, statystyk, ekonomista, wykładowca akademicki (zm. 1926)
  - Leon Supiński, polski prawnik, polityk, minister sprawiedliwości, pierwszy prezes Sądu Najwyższego (zm. 1950)
- 1875:
  - Erik Hartvall, fiński żeglarz sportowy (zm. 1939)
  - Walter Andrae, niemiecki archeolog, architekt, muzeolog, wykładowca akademicki (zm. 1956)
  - Wilhelm Külz, niemiecki polityk (zm. 1948)
- 1878 – Marija Uljanowa, radziecka rewolucjonistka, polityk (zm. 1937)
- 1879 – Konstanty Krzeczkowski, polski działacz socjalistyczny (zm. 1939)
- 1880 – Salomão Barbosa Ferraz, brazylijski duchowny katolicki, biskup São Paulo, biskup pomocniczy Rio de Janeiro (zm. 1969)
- 1881 – Ferenc Keresztes-Fischer, węgierski porucznik, prawnik, polityk (zm. 1948)
- 1882:
  - Petre Dumitrescu, rumuński generał (zm. 1950)
  - Józef Pollak, polski germanista, nauczyciel, pisarz (zm. 1947)
  - Anna Schäffer, niemiecka mistyczka, święta (zm. 1925)
- 1883:
  - Sawa Botew, bułgarski encyklopedysta, agronom (zm. 1963)
  - Nikos Kazandzakis, grecki prozaik, poeta, dramaturg, tłumacz, myśliciel (zm. 1957)
- 1886 – Jan Kozłowski, polski działacz komunistyczny, socjalistyczny i związkowy (zm. 1962)
- 1888 – Wacław Nowakowski, polski architekt (zm. 1955)
- 1889:
  - Kurt-Bertram von Döring, niemiecki pilot wojskowy, as myśliwski (zm. 1960)
  - Gerhard Marcks, niemiecki rzeźbiarz, grafik (zm. 1981)
- 1890:
  - Edward Arnold, amerykański aktor (zm. 1956)
  - Adolphe Menjou, amerykański aktor (zm. 1963)
- 1891:
  - Artur Artuzow, radziecki funkcjonariusz służb specjalnych (zm. 1937)
  - Henry George, belgijski kolarz szosowy i torowy (zm. 1975)
  - Oreste Puliti, włoski szermierz (zm. 1958)
  - Władysław Wajntraub, polski malarz, grafik, scenograf teatralny, krytyk sztuki pochodzenia żydowskiego (zm. 1942)
- 1892 – Wendell Willkie, amerykański polityk (zm. 1944)
- 1893 – Wilhelm Remer, polski podpułkownik korpusu kontrolerów (zm. 1972)
- 1894 – Maria Józefina od Jezusa Ukrzyżowanego, włoska karmelitanka, błogosławiona (zm. 1948)
- 1895:
  - Ettore Bellotto, włoski gimnastyk (zm. 1966)
  - Jēkabs Kazaks, łotewski malarz, grafik (zm. 1920)
  - Aleksander Krzyżanowski, polski pułkownik artylerii, członek SZP, ZWZ, komendant Okręgu Wilno AK (zm. 1951)
  - Siemion Timoszenko, radziecki dowódca wojskowy, marszałek ZSRR, polityk (zm. 1970)
  - Gustav von Wangenheim, niemiecki aktor, reżyser i scenarzysta filmowy (zm. 1975)
- 1896 – Maksymilian Czarnecki, polski polityk, poseł na Sejm RP (zm. 1974)
- 1897 – Karol Koranyi, polski prawnik, historyk prawa (zm. 1964)
- 1898:
  - Enzo Ferrari, włoski kierowca wyścigowy, konstruktor i producent samochodów (zm. 1988)
  - Adolphe Jauréguy, francuski rugbysta (zm. 1977)
  - Luis Muñoz Marín, portorykański dziennikarz, poeta, polityk (zm. 1980)
  - Denis Vaucher, szwajcarski biegacz narciarski, biathlonista (zm. 1993)
- 1900:
  - Hendrik Fokker, holenderski żeglarz sportowy (zm. 1943)
  - Kuźma Griebiennik, radziecki generał porucznik, polityk (zm. 1974)
  - Cecil Griffiths, brytyjski lekkoatleta, sprinter (zm. 1945)
- 1901:
  - Hugo Haas, czeski aktor, reżyser i scenarzysta filmowy pochodzenia żydowskiego (zm. 1968)
  - Wayne King, amerykański kompozytor, klarnecista (zm. 1985)
- 1902 – Frank Vaughn, amerykański piłkarz (zm. 1959)
- 1903:
  - Sylvan Muldoon, amerykański pisarz, badacz zjawisk nadprzyrodzonych (zm. 1969)
  - Nikołaj Podgorny, radziecki polityk, przewodniczący Prezydium Rady Najwyższej ZSRR (zm. 1983)
- 1904:
  - Giorgio Bianchi, włoski reżyser filmowy (zm. 1967)
  - Stefan Domański, polski piłkarz, bramkarz (zm. 1961)
  - Józef Marian Sosnowski, polski pedagog, harcmistrz, sekretarz generalny ZHP (zm. 1975)
- 1905 – Leon Uszkiewicz, polski psychiatra (zm. 1953)
- 1906:
  - Amazasp Babadżanian, radziecki dowódca wojskowy (zm. 1977)
  - Adam Brodzisz, polski aktor (zm. 1986)
  - Placide Tempels, belgijski franciszkanin, misjonarz, pisarz (zm. 1977)
- 1907:
  - Leopold Kielanowski, polski aktor, reżyser teatralny, pisarz, dziennikarz (zm. 1988)
  - Franz Lau, niemiecki teolog luterański, historyk Kościoła (zm. 1973)
- 1908:
  - Battling Battalino, amerykański bokser pochodzenia żydowskiego (zm. 1977)
  - Helena Paszkiewicz, polska major lotnictwa (zm. 2001)
  - Lambert Redd, amerykański lekkoatleta, skoczek w dal (zm. 1986)
  - Aleksandr Zarchi, rosyjski reżyser i scenarzysta filmowy (zm. 1997)
- 1909 – Matti Järvinen, fiński lekkoatleta, oszczepnik (zm. 1985)
- 1910:
  - Hans-Georg Beck, niemiecki historyk, bizantynolog (zm. 1999)
  - Alexander Frick, liechtensteiński polityk, premier Liechtensteinu (zm. 1991)
  - Fernand Sardou, francuski aktor (zm. 1976)
- 1911:
  - Tom Fraser, brytyjski polityk (zm. 1988)
  - Stefan Mustafa Jasiński, polski duchowny muzułmański, imam (zm. 2015)
  - Hertha Natzler, austriacka aktorka, piosenkarka (zm. 1985)
  - Galina Nikołajewa, rosyjska pisarka (zm. 1963)
  - Hans Woellke, niemiecki lekkoatleta, kulomiot (zm. 1943)
- 1912:
  - Jan Knothe, polski architekt, grafik, prozaik, poeta, dyplomata (zm. 1977)
  - Gustaf Munch-Petersen, duński pisarz, malarz (zm. 1938)
  - Lena Wilczyńska, polska aktorka (zm. 1984)
- 1913:
  - Artur Axmann, niemiecki działacz nazistowski (zm. 1996)
  - Auguste Le Breton, francuski pisarz (zm. 1999)
- 1914:
  - Gordon Cummins, brytyjski seryjny morderca (zm. 1942)
  - Sándor Képíró, węgierski kapitan żandarmerii, zbrodniarz wojenny (zm. 2011)
  - PeeWee King, amerykański piosenkarz country (zm. 2000)
- 1915:
  - Zbigniew Bełdowski, polski tenisista, trener (zm. 1991)
  - Sembijn Gonczigsumlaa, mongolski kompozytor, dyrygent, weterynarz (zm. 1991)
  - Joe Gordon, amerykański baseballista (zm. 1978)
  - Bolesław Piasecki, polski prawnik, polityk, członek Rady Państwa PRL, przewodniczący Stowarzyszenia „Pax” (zm. 1979)
  - Frederick Pollard, amerykański lekkoatleta, płotkarz (zm. 2003)
  - Józefina Suriano, włoska działaczka Akcji Katolickiej, błogosławiona (zm. 1950)
- 1917:
  - Melityna Gromadska, polska biolog, wykładowczyni akademicka (zm. 2002)
  - Tuulikki Pietilä, fińska graficzka (zm. 2009)
- 1918:
  - Yngve Engkvist, szwedzki żeglarz sportowy (zm. 1982)
  - Mariano Mores, argentyński kompozytor tanga argentyńskiego (zm. 2016)
- 1919:
  - David Berg, amerykański pastor ewangelicki (zm. 1994)
  - Amir Abbas Howejda, irański polityk, premier Iranu (zm. 1979)
  - Jack Palance, amerykański aktor (zm. 2006)
  - José de Jesús Pimiento Rodríguez, kolumbijski duchowny katolicki, arcybiskup Manizales, kardynał (zm. 2019)
- 1920:
  - Theotonius Amal Ganguly, irlandzki duchowny katolicki, arcybiskup Dhaki (zm. 1977)
  - Stefan Kasprzyk, polski plutonowy podchorąży, żołnierz Szarych Szeregów i AK (zm. 1944)
  - Eddie Slovik, amerykański szeregowiec pochodzenia polskiego (zm. 1945)
  - Zygmunt Świechowski, polski historyk sztuki, fotograf (zm. 2015)
- 1921:
  - Oskar Fielcman, rosyjski kompozytor muzyki filmowej pochodzenia żydowskiego (zm. 2013)
  - Nuchym Szyc, polski poeta pochodzenia żydowskiego (zm. 1990)
- 1922:
  - Kazimierz Bernaczyk-Słoński, polski podporucznik, żołnierz AK, cichociemny (zm. 2011)
  - Valentīna Freimane, łotewska historyk, pisarka, krytyk teatralny i filmowy, popularyzatorka historii kina (zm. 2018)
  - Eric Gairy, grenadyjski polityk, pierwszy premier Grenady (zm. 1997)
  - Jan Kmita, polski inżynier, wykładowca akademicki (zm. 2015)
  - Jan Przecherka, polski piłkarz (zm. 1981)
  - Juhan Smuul, estoński prozaik, poeta (zm. 1971)
- 1923:
  - Józef Oprych, polski piłkarz (zm. 2006)
  - Edmund Warda, polski pułkownik, dyplomata (zm. 1995)
- 1924:
  - Ewald Iljenkow, radziecki filozof, doktor nauk filozoficznych (zm. 1979)
  - Humberto Fernández Morán, wenezuelski lekarz, biofizyk (zm. 1999)
  - Juozas Petkevičius, litewski działacz komunistyczny, szef KGB Litewskiej SRR (zm. 1991)
- 1925:
  - Marcel Barbeau, kanadyjski malarz, rzeźbiarz (zm. 2016)
  - Resi Hammerer, austriacka narciarka alpejska (zm. 2010)
  - George Kennedy, amerykański aktor (zm. 2016)
  - Károly Kontha, węgierski piłkarz, trener (zm. 2002)
  - Stanisław Tomaszewski, polski ekonomista, działacz socjalistyczny, polityk, poseł na Sejm PRL (zm. 2019)
- 1926:
  - A.R. Ammons, amerykański poeta (zm. 2001)
  - Rita Gorr, belgijska śpiewaczka operowa (mezzosopran) (zm. 2012)
  - Abd as-Salam al-Madżali, jordański lekarz wojskowy, otorynolaryngolog, premier Jordanii (zm. 2023)
  - Grahanandan Singh, indyjski hokeista na trawie (zm. 2014)
  - Teresa Wilska, polska podharcmistrzyni, łączniczka w powstaniu warszawskim, pamiętnikarka
  - Janusz Zabłocki, polski dziennikarz prasowy, publicysta, polityk, poseł na Sejm PRL (zm. 2014)
  - Jan Zwartkruis, holenderski trener piłkarski (zm. 2013)
- 1927:
  - Yannick Andréi, francuski reżyser filmowy (zm. 1987)
  - Rik Battaglia, włoski aktor (zm. 2015)
  - John Warner, amerykański prawnik, wojskowy, polityk, senator, sekretarz Marynarki Wojennej (zm. 2021)
- 1928:
  - Tom Johnson, kanadyjski hokeista, trener (zm. 2007)
  - Eeva Kilpi, fińska pisarka i poetka
  - Jim McElreath, amerykański kierowca wyścigowy (zm. 2017)
  - Rex Mossop, australijski rugbysta, komentator sportowy (zm. 2011)
- 1929 – Antoni Wicherek, polski dyrygent (zm. 2015)
- 1930:
  - William Bentsen, amerykański żeglarz sportowy (zm. 2020)
  - Zdzisław Dąbrowski, polski koszykarz (zm. 1983)
  - Theodore Freeman, amerykański pilot wojskowy, astronauta (zm. 1964)
  - Józef Szaflik, polski historyk, wykładowca akademicki (zm. 2008)
- 1931:
  - Izabella Galicka, polska historyk sztuki, nauczyciel akademicki, działaczka społeczna (zm. 2019)
  - Jerzy Gierałtowski, polski prozaik (zm. 2001)
  - Toni Morrison, amerykańska pisarka, laureatka Nagrody Nobla (zm. 2019)
  - Margarete Müller, niemiecka polityk (zm. 2024)
  - Roman Ney, polski geolog, polityk, poseł na Sejm RP (zm. 2020)
- 1932:
  - Józef Baszak, polski ekonomista, działacz społeczny (zm. 2022)
  - Miloš Forman, czeski reżyser filmowy (zm. 2018)
  - Tadeusz Kaczyński, polski muzykolog, krytyk muzyczny (zm. 1999)
  - Wiesław Paweł Szymański, polski pisarz, krytyk i historyk literatury (zm. 2017)
- 1933:
  - Rafael Llano Cifuentes, brazylijski duchowny katolicki, biskup Nova Friburgo (zm. 2017)
  - Yoko Ono, japońska malarka, wokalistka, feministka
  - Bobby Robson, angielski piłkarz, trener (zm. 2009)
  - Mary Ure, szkocka aktorka (zm. 1975)
- 1934:
  - Anna Maria Ferrero, włoska aktorka (zm. 2018)
  - Paco Rabanne, hiszpański projektant mody (zm. 2023)
- 1935:
  - Emilio Alluè, amerykański duchowny katolicki, biskup pomocniczy Bostonu (zm. 2020)
  - Michel Aoun, libański polityk, prezydent Libanu
  - Nicolás Antonio Castellanos Franco, hiszpański duchowny katolicki, biskup Palencia (zm. 2025)
  - Giennadij Gładkow, rosyjski kompozytor muzyki filmowej (zm. 2023)
  - Dermot O’Mahony, irlandzki duchowny katolicki, biskup pomocniczy Dublina (zm. 2015)
- 1936:
  - Jean Marie Auel, amerykańska pisarka fantasy pochodzenia fińskiego
  - Jerzy Bajszczak, polski polityk, minister budownictwa, gospodarki przestrzennej i komunalnej
  - Ian Hacking, kanadyjski filozof (zm. 2023)
  - Doris Hedberg, szwedzka gimnastyczka
  - Jozef Vengloš, słowacki piłkarz, trener (zm. 2021)
- 1937:
  - Egon Adler, niemiecki kolarz szosowy (zm. 2015)
  - Damir Jadgarow, uzbecki polityk, wicepremier Karakałpackiej ASRR (zm. 2025)
  - Graziano Mancinelli, włoski jeździec sportowy (zm. 1992)
- 1938:
  - Louis-Marie Billé, francuski kardynał (zm. 2002)
  - Halina Kunicka, polska piosenkarka
  - Leszek Aleksander Moczulski, polski poeta, autor tekstów piosenek (zm. 2017)
  - István Szabó, węgierski reżyser filmowy
  - Piotr Wojciechowski, polski pisarz, publicysta, reżyser i krytyk filmowy
- 1939:
  - Marek Janowski, niemiecki dyrygent pochodzenia polskiego
  - Krzysztof Wojciechowski, polski reżyser filmowy
  - Jacek Żemantowski, polski dziennikarz telewizyjny, komentator sportowy (zm. 2002)
- 1940:
  - Kazimierz Cłapka, polski polityk, wojewoda sieradzki, wiceminister kultury
  - Fabrizio De André, włoski poeta, piosenkarz, kompozytor, autor tekstów (zm. 1999)
  - Charles Robert Jenkins, amerykański żołnierz (zm. 2017)
  - Ryszard Milczewski-Bruno, polski pisarz (zm. 1979)
- 1941:
  - David Blue, amerykański piosenkarz folkowy (zm. 1982)
  - Józef Grzesiak, polski bokser (zm. 2020)
  - Anna Panas, polska piosenkarka
- 1942:
  - Petr Bláha, czeski lekkoatleta, średniodystansowiec
  - Leon Bójko, polski dziennikarz (zm. 1993)
- 1943:
  - Jacques Bernusset, belgijski kierowca wyścigowy pochodzenia francuskiego (zm. 1966)
  - Zdzisław Jankowski, polski samorządowiec, polityk, poseł na Sejm RP
  - Renāte Lāce, łotewska lekkoatletka, skoczkini w dal i sprinterka (zm. 1967)
  - Borislav Paravac, bośniacki polityk narodowości serbskiej
  - Wilfried Puis, belgijski piłkarz (zm. 1981)
  - Walerij Zorkin, rosyjski prawnik
- 1944:
  - Flavio Calle Zapata, kolumbijski duchowny katolicki, arcybiskup Ibagué
  - Wołodymyr Łewczenko, ukraiński piłkarz (zm. 2006)
  - Battista Monti, włoski kolarz szosowy
- 1945:
  - Jacek Bukowski, polski poeta, autor tekstów piosenek, dziennikarz (zm. 2020)
  - Dieter Freise, niemiecki hokeista na trawie
  - Bohdan Zadura, polski poeta, prozaik, tłumacz, krytyk literacki
- 1946:
  - Nadzieja Artymowicz, polsko-białoruska poetka (zm. 2023)
  - Ołeksij Barkałow, radziecki piłkarz wodny (zm. 2004)
  - Abd al-Kadir Badżammal, jemeński polityk, premier Jemenu (zm. 2020)
  - Jean-Claude Dreyfus, francuski aktor
  - Angéla Németh, węgierska lekkoatletka, oszczepniczka (zm. 2014)
  - Antoni Sypek, polski historyk, regionalista (zm. 2020)
- 1947:
  - Héctor Hugo Eugui, urugwajski piłkarz, trener
  - Gocza Gawaszeli, gruziński piłkarz (zm. 1997)
  - Julian Gralka, polski szachista, trener
  - Krystyna, holenderska księżniczka (zm. 2019)
  - Carlos Lopes, portugalski lekkoatleta, długodystansowiec i maratończyk
- 1948:
  - Sinéad Cusack, irlandzka aktorka
  - Anna Mąka, polska saneczkarka
  - Marian Szarama, polski piłkarz, trener
  - Marv Winkler, amerykański koszykarz
- 1949:
  - Pat Fraley, amerykański aktor głosowy
  - Roman Kowalewski, polski wioślarz, działacz sportowy, przedsiębiorca (zm. 2024)
  - Gary Ridgway, amerykański seryjny morderca
- 1950:
  - John Hughes, amerykański reżyser, scenarzysta i producent filmowy (zm. 2009)
  - Cybill Shepherd, amerykańska aktorka, modelka, piosenkarka
- 1951:
  - Wiesława Kaniewska-Całka, polska koszykarka
  - Dick Stockton, amerykański tenisista
  - Pany Yathotou, laotańska polityk
- 1952:
  - Efva Attling, szwedzka piosenkarka, projektantka biżuterii
  - Randy Crawford, amerykańska wokalistka jazzowa i R&B
  - Ryszard Doman, polski matematyk, ekonomista, wykładowca akademicki
  - Ulrich Eicke, niemiecki kajakarz, kanadyjkarz
  - Małgorzata Kawalska, polska wioślarka
  - Maurice Lucas, amerykański koszykarz (zm. 2010)
  - Henk Mudge, namibijski inżynier, polityk
  - Johann Schneider-Ammann, szwajcarski polityk
  - Bogusław Wąs, polski elektromechanik, polityk, poseł na Sejm RP
- 1953:
  - Kazimierz Bacik, polski piłkarz ręczny, trener, samorządowiec (zm. 2017)
  - Waldemar Czyszak, polski aktor
  - Rudolf Elsener, szwajcarski piłkarz
  - Gonzalo Espina Peruyero, hiszpański duchowny katolicki, administrator apostolski Oviedo
  - Danuta Gąska, polska lekkoatletka, sprinterka i płotkarka
- 1954:
  - Władimir Dorochow, rosyjski siatkarz (zm. 2024)
  - Krzysztof Grządziel, polski przedsiębiorca, samorządowiec
  - John Travolta, amerykański aktor, producent filmowy, piosenkarz pochodzenia włosko-irlandzkiego
- 1955:
  - Dan Karabin, słowacki zapaśnik
  - Halina Kosińska, polska koszykarka
  - Lisa See, amerykańska pisarka pochodzenia chińskiego
  - Kazimierz Wiatr, polski naukowiec, polityk, senator RP
- 1956:
  - Rüdiger Abramczik, niemiecki piłkarz, trener
  - Bidzina Iwaniszwili, gruziński miliarder, polityk, premier Gruzji
  - João Lavrador, portugalski duchowny katolicki, biskup koadiutor Angry
  - Sten Nordin, szwedzki samorządowiec, polityk, burmistrz Sztokholmu
  - Alfonso Ratliff, amerykański bokser
- 1957:
  - Grażyna Dziedzic, polska malarka
  - Marita Koch, niemiecka lekkoatletka, sprinterka
  - George Pelecanos, amerykański pisarz, producent i scenarzysta filmowy
  - Bruce Rauner, amerykański polityk
  - David Seidner, amerykański fotograf, pisarz (zm. 1999)
  - Luís Gonzaga Silva Pepeu, brazylijski duchowny katolicki, arcybiskup Vitória da Conquista
- 1958:
  - Det de Beus, holenderska hokeistka na trawie (zm. 2013)
  - Peter Koech, kenijski lekkoatleta, długodystansowiec
  - Giovanni Lavaggi, włoski kierowca wyścigowy
  - Louise Ritter, amerykańska lekkoatletka, skoczkini wzwyż
  - Gar Samuelson, amerykański perkusista, członek zespołów: Megadeth, The New Yorkers i Fatal Opera (zm. 1999)
- 1959:
  - Jayne Atkinson, brytyjska aktorka
  - Hallgrimur Helgason, islandzki pisarz, malarz, tłumacz, publicysta
- 1960:
  - Rui Duarte de Barros, polityk z Gwinei Bissau, premier
  - Gazebo, włoski piosenkarz
  - Jonas Ivanauskas, litewski duchowny katolicki, biskup pomocniczy kowieński, biskup koszedarski
  - Greta Scacchi, włoska aktorka
  - Minsieit Tazietdinow, rosyjski zapaśnik (zm. 2024)
- 1961:
  - Marion Aizpors, niemiecka pływaczka
  - Jarosław Gajewski, polski aktor
  - Hironobu Kageyama, japoński piosenkarz
  - Armin Laschet, niemiecki polityk, premier Nadrenii Północnej-Westfalii
  - Douglas Rushkoff, amerykański socjolog, teoretyk mediów, publicysta, wykładowca, scenarzysta komiksowy, dokumentalista pochodzenia żydowskiego
  - Stanisław Sorys, polski polityk, samorządowiec, wicewojewoda małopolski
- 1962:
  - Andrzej Pełka, polski górnik (zm. 1981)
  - Julie Strain, amerykańska aktorka, modelka (zm. 2021)
  - Josh Thompson, amerykański biathlonista
  - Mirosława Znojek, polska lekkoatletka, kulomiotka
- 1963:
  - Anders Frisk, szwedzki sędzia piłkarski
  - Angelika Niebler, niemiecka prawnik, polityk
  - Grzegorz Schetyna, polski przedsiębiorca, polityk, poseł, minister spraw wewnętrznych i administracji i wicepremier, marszałek Sejmu, p.o. prezydenta RP, minister spraw zagranicznych
- 1964:
  - Matt Dillon, amerykański aktor, reżyser filmowy pochodzenia irlandzkiego
  - Sammy Fuentes, portorykański bokser
  - Michael Gokum, nigeryjski duchowny katolicki, biskup Pankshin
  - Jared Huffman, amerykański polityk, kongresman
  - Sven Martinek, niemiecki aktor
  - Antonio Munoz, amerykański polityk
- 1965:
  - Dr. Dre, amerykański raper, producent muzyczny
  - Theo Meijer, holenderski judoka
- 1966:
  - Dmitrij Konyszew, rosyjski kolarz szosowy
  - Lousewies van der Laan, holenderska polityk
  - Ted Patton, amerykański wioślarz
  - Krzysztof Szydzisz, polski dyrygent, profesor sztuk muzycznych, specjalista z zakresu emisji głosu, muzykolog, menedżer kultury
- 1967:
  - Roberto Baggio, włoski piłkarz
  - Colin Jackson, brytyjski lekkoatleta, płotkarz pochodzenia jamajskiego
  - Niclas Kindvall, szwedzki piłkarz
  - Eduardo Redondo, argentyński duchowny katolicki, biskup pomocniczy diecezji Quilmes
  - Harry Van Barneveld, belgijski judoka
- 1968:
  - Agnieszka Glińska, polska aktorka, reżyserka
  - Emmanuel Gobilliard, francuski duchowny katolicki, biskup pomocniczy Lyonu
  - Molly Ringwald, amerykańska aktorka
- 1969:
  - Robert Ambroziewicz, polski polityk, poseł na Sejm RP
  - Michiel van Hulten, holenderski polityk
  - Aleksandr Mogilny, rosyjski hokeista, działacz sportowy
- 1970:
  - Raine Maida, kanadyjski wokalista, członek zespołu Our Lady Peace
  - Guram Makajew, kazachski piłkarz
  - Jacek Matyja, polski piłkarz, trener
  - Diana Mórová, słowacka aktorka
  - Massimo Taibi, włoski piłkarz, bramkarz
  - Jannie du Toit, południowoafrykański zapaśnik
- 1971:
  - Urs Aeberhard, szwajcarski bobsleista
  - Lars Gunnestad, norweski żużlowiec
  - Magnus Ingesson, szwedzki biegacz narciarski
  - Jimmy Kelly, irlandzki wokalista, muzyk, kompozytor, członek zespołu The Kelly Family
  - Andreas Niniadis, grecki piłkarz pochodzenia gruzińskiego
  - Dominika Ostałowska, polska aktorka
  - Mladen Palac, chorwacki szachista
  - Constantin Popa, rumuński koszykarz, trener
- 1972:
  - Derrick Campbell, kanadyjski łyżwiarz szybki
  - Oksana Kuszczenko, rosyjska narciarka dowolna
  - Izabela Obłękowska, polska lekkoatletka, tyczkarka
  - Robert Paluch, polski polityk, wicewojewoda lubuski
  - Wojciech Powaga-Grabowski, polski gitarzysta, członek zespołu Myslovitz
- 1973:
  - Hasse Berggren, szwedzki piłkarz
  - Irina Łobaczowa, rosyjska łyżwiarka figurowa
  - Claude Makélélé, francuski piłkarz pochodzenia kongijskiego
  - Julija Nowikowa, rosyjska aktorka
  - Tom Wisdom, brytyjski aktor
- 1974:
  - Domenico Beneventi, włoski duchowny katolicki, biskup San Marino-Montefeltro
  - Altagracia Contreras, dominikańska judoczka
  - Radek Černý, czeski piłkarz, bramkarz
  - Urška Hrovat, słoweńska narciarka alpejska
  - Jewgienij Kafielnikow, rosyjski tenisista
  - Nadine Labaki, libańska aktorka, reżyserka i scenarzystka filmowa
  - Jillian Michaels, amerykańska trenerka osobista, bizneswoman
  - Cătălin Ioan Nechifor, rumuński polityk, eurodeputowany
  - José Manuel Suárez, hiszpański piłkarz
- 1975:
  - Igor Dodon, mołdawski polityk, prezydent Mołdawii
  - Sebastian Krajewski, polski kompozytor, pianista
  - Amber Neben, amerykańska kolarka szosowa
  - Gary Neville, angielski piłkarz
  - Sylwester Wyłupski, polski piłkarz, bramkarz
  - Christo Żiwkow, bułgarski aktor (zm. 2023)
- 1976:
  - Chanda Rubin, amerykańska tenisistka
  - Thomas Schmidt, niemiecki kajakarz górski
  - Paweł Sitarski, polski judoka
  - Oren Zetuni, izraelski piłkarz
- 1977:
  - Helgi Áss Grétarsson, islandzki szachista
  - Antonio David Jiménez, hiszpański lekkoatleta, długodystansowiec
  - László Nemes, węgierski reżyser i scenarzysta filmowy
  - Kristoffer Polaha, amerykański aktor
- 1978:
  - Krystyna Beniger, polska curlerka
  - Yūji Kido, japoński aktor
  - Oliver Pocher, niemiecki aktor komediowy, muzyk
  - Josip Šimunić, chorwacki piłkarz
- 1979:
  - Jason Scotland, trynidadzko-tobagijski piłkarz
  - Juraj Tarr, słowacki kajakarz
  - Zhou Mi, chińska badmintonistka
- 1980:
  - Aivar Anniste, estoński piłkarz
  - Nikołaj Antropow, kazachski hokeista
  - Florin Cezar Ouatu, rumuński piosenkarz, pianista
  - Jimi Manuwa, brytyjski zawodnik MMA pochodzenia nigeryjskiego
  - Regina Spektor, amerykańska piosenkarka, pianistka, producentka muzyczna pochodzenia żydowskiego
- 1981:
  - Władisław Babiczew, rosyjski siatkarz
  - Henning Bager, duński żużlowiec
  - Matteo Burgsthaler, włoski siatkarz
  - Youssef El Akchaoui, marokański piłkarz
  - Andriej Kirilenko, rosyjski koszykarz
  - Peng Bo, chiński skoczek do wody
  - Wadym Seliwerstow, ukraiński hokeista, bramkarz
  - Kamasi Washington, amerykański saksofonista i kompozytor jazzowy
- 1982:
  - Krisztián Pars, węgierski lekkoatleta, młociarz
  - Juelz Santana, amerykański raper
  - Wiktorija Tereszczuk, ukraińska pięcioboistka nowoczesna
  - Florian Vogel, szwajcarski kolarz torowy, szosowy i przełajowy
  - Jakub Wons, polski aktor, reżyser i producent teatralny
- 1983:
  - Kara Braxton, amerykańska koszykarka
  - Osmany Camejo Durruty, kubański siatkarz
  - Priscila Fantin, brazylijska aktorka
  - Monique Henderson, amerykańska lekkoatletka, sprinterka
  - Jermaine Jenas, angielski piłkarz
  - Jason Maxiell, amerykański koszykarz
  - Ilja Roslakow, rosyjski skoczek narciarski
  - Roberta Vinci, włoska tenisistka
- 1984:
  - Chelsea Hobbs, kanadyjska aktorka
  - Idriss Carlos Kameni, kameruński piłkarz, bramkarz
  - Stefania, księżna luksemburska
  - Kathrin Wörle-Scheller, niemiecka tenisistka
- 1985:
  - Amélie Cazé, francuska pięcioboistka nowoczesna
  - Anton Ferdinand, angielski piłkarz
  - Adam Fidusiewicz, polski aktor
  - Lee Boyd Malvo, amerykański seryjny morderca pochodzenia jamajskiego
  - Drew Naymick, amerykański koszykarz
  - Brad Newley, australijski koszykarz
  - Park Sung-hoon, południowokoreański aktor
- 1986:
  - Alessandra Mastronardi, włoska aktorka
  - Omid Nouruzi, irański zapaśnik
  - Kyle Weaver, amerykański koszykarz
- 1987:
  - Jasmin Burić, bośniacki piłkarz, bramkarz
  - Skin Diamond, amerykańska aktorka pornograficzna
  - Cristian Tănase, rumuński piłkarz
- 1988:
  - Mirela Damaschek, polska koszykarka
  - Xu Lili, chińska judoczka
  - Maiara Walsh, amerykańska aktorka
  - Andreas Wank, niemiecki skoczek narciarski
  - Kirił Wyżarow, bułgarski hokeista, bramkarz (zm. 2009)
- 1989:
  - Elisheba Chepkemboi, kenijska siatkarka
  - Michael Fakuade, amerykańsko-nigeryjski koszykarz
  - Aleksiej Ionow, rosyjski piłkarz
  - Sonja Petrović, serbska koszykarka
  - Xue Chen, chińska siatkarka plażowa
- 1990:
  - Laura Dijkema, holenderska siatkarka
  - Brett Gallant, kanadyjski curler
  - David Guzmán, kostarykański piłkarz
  - Cody Hodgson, kanadyjski hokeista
  - Bryan Oviedo, kostarykański piłkarz
  - Park Shin-hye, południowokoreańska aktorka, piosenkarka, modelka
- 1991:
  - Malese Jow, amerykańska aktorka
  - Henry Surtees, brytyjski kierowca wyścigowy (zm. 2009)
- 1992:
  - Le’Veon Bell, amerykański futbolista
  - Michael Jepsen Jensen, duński żużlowiec
  - Katarzyna Jurkowska-Kowalska, polska gimnastyczka
  - Patrick Malo, burkiński piłkarz
  - Martin Marinčin, słowacki hokeista
  - Logan Miller, amerykański aktor
  - Jovana Rapport, czarnogórska szachistka
- 1993:
  - Kentavious Caldwell-Pope, amerykański koszykarz
  - Iwajło Czoczew, bułgarski piłkarz
  - Sara Gambetta, niemiecka lekkoatletka, wieloboistka
  - Alina Kowalowa, rosyjska curlerka
  - Lissa Labiche, seszelska lekkoatletka, skoczkini wzwyż
  - Théry Schir, szwajcarski kolarz torowy i szosowy
  - Anna Stojan, kazachska biegaczka narciarska
  - Daniel Yule, szwajcarski narciarz alpejski
- 1994:
  - Pascal Gregor, duński piłkarz
  - J-Hope, południowokoreański raper, producent muzyczny, tancerz, członek zespołu BTS
  - John Lundstram, angielski piłkarz
  - Urszula Łoś, polska kolarka torowa
  - Ulrik Munther, szwedzki piosenkarz, autor tekstów, aktor
  - Paul Zipser, niemiecki koszykarz
- 1995:
  - Nathan Aké, holenderski piłkarz
  - Samantha Crawford, amerykańska tenisistka
  - Rúnar Alex Rúnarsson, islandzki piłkarz, bramkarz
- 1996:
  - Tyler Dorsey, amerykański koszykarz
  - Ahmed Gomaa, egipski zapaśnik
  - Gabriela Grzywińska, polska piłkarka
  - Yang Jiayu, chińska lekkoatletka, chodziarka
- 1997:
  - Odiseas Adam, grecki siatkarz
  - Patrick Gamper, austriacki kolarz szosowy
  - Konstanze Klosterhalfen, niemiecka lekkoatletka, biegaczka średnio- i długodystansowa
  - Patryk Niemiec, polski siatkarz
  - Gina Valentina, brazylijska aktorka pornograficzna
- 1998:
  - Michał Kaput, polski piłkarz
  - Dienis Makarow, rosyjski piłkarz
  - Angelo Preciado, ekwadorski piłkarz
  - Alex Yee, brytyjski triathlonista
- 1999:
  - Lorraine McNamara, amerykańska łyżwiarka figurowa
  - Filippo Melegoni, włoski piłkarz
- 2000:
  - Zakaria Aboukhlal, marokański piłkarz
  - Georgia O'Connor, brytyjska bokserka (zm. 2025)
  - Giacomo Raspadori, włoski piłkarz
- 2001:
  - Tanguy Coulibaly, francuski piłkarz pochodzenia iworyjskiego
  - Jaime Jaquez, meksykańsko-amerykański koszykarz
  - Julia Słocka, polska lekkoatletka, wieloboistka
  - Lucía Yépez, ekwadorska zapaśniczka
- 2002:
  - Manu Bhaker, indyjska strzelczyni sportowa
  - Arturo Delgado, meksykański piłkarz, bramkarz
  - Ksienija Labiodkina, białoruska siatkarka
  - Gonzalo Tapia, chilijski piłkarz
- 2003:
  - Kamory Doumbia, malijski piłkarz
  - Ángel Montes de Oca, dominikański piłkarz
- 2004:
  - Felipe Augusto, brazylijski piłkarz
  - Michelle Göbel, niemiecka skoczkini narciarska
  - Su Yiming, chiński snowboardzista
  - Vitinho, brazylijski piłkarz

## Zmarli
- 999 – Grzegorz V, papież (ur. 972)
- 1126 – Otto II Czarny, książę ołomuniecki i brneński (ur. 1099)
- 1139 – Jaropełk II, wielki książę kijowski (ur. 1082)
- 1294 – Kubilaj-chan, władca mongolski (ur. 1215)
- 1345 – Siemowit II, książę warszawski i liwski (ur. 1283)
- 1379 – Albrecht II, książę Meklemburgii (ur. 1318)
- 1397 – Enguerrand VII de Coucy, francuski arystokrata (ur. 1340)
- 1405 – Timur Chromy, wódz turecko-mongolski, władca środkowoazjatyckiego imperium Timurydów (ur. 1336)
- 1455 – Fra Angelico, włoski dominikanin, malarz religijny, błogosławiony (ur. 1387)
- 1478 – Jerzy Plantagenet, książę Clarence (ur. 1449)
- 1502 – Jadwiga Jagiellonka, księżniczka bawarska i litewska, królewna polska (ur. 1457)
- 1535 – Heinrich Cornelius Agrippa, niemiecki lekarz, alchemik, filozof (ur. 1486)
- 1538 – Jan z Książąt Litewskich, polski duchowny katolicki, biskup wileński i poznański, sekretarz królewski, nieślubny syn Zygmunt I Starego (ur. 1499)
- 1546 – Marcin Luter, niemiecki reformator religijny (ur. 1483)
- 1656 – Ludwik Wejher, polski pułkownik, polityk, wojewoda pomorski (ur. ?)
- 1564 – Michał Anioł, włoski rzeźbiarz, malarz, architekt, poeta (ur. 1475)
- 1567 – Andreas Nauck, niemiecki patrycjusz, rajca, burmistrz Świdnicy (ur. ?)
- 1654 – Jean-Louis Guez de Balzac, francuski prozaik, poeta (ur. 1597)
- 1660 – (data pogrzebu) Judith Leyster, holenderska malarka (ur. 1609)
- 1668 – Girolamo Farnese, włoski kardynał, nuncjusz apostolski (ur. 1599)
- 1673 – Federico Borromeo, włoski kardynał (ur. 1617)
- 1683 – Nicolaes Berchem, holenderski malarz, grafik (ur. 1620)
- 1684 – Jan Opaliński, polski szlachcic, polityk (ur. 1629)
- 1695 – György Széchényi, węgierski duchowny katolicki, arcybiskup Ostrzyhomia i prymas Węgier (ur. 1592)
- 1712 – Ludwik Burbon, książę Burgundii, delfin Francji (ur. 1682)
- 1732 – Johann Kasper von Bothmer, hanowerski i brytyjski polityk, dyplomata (ur. 1656)
- 1741 – Józef Jastrzębski, polski pijar, prowincjał zakonu (ur. 1695)
- 1743 – Anna Maria Medycejska, wielka księżna Toskanii, elektorowa Palatynatu Reńskiego (ur. 1667)
- 1749 – Willem Buys, holenderski polityk, dyplomata (ur. 1661)
- 1772 – Johann Hartwig Ernst von Bernstorff, duński polityk (ur. 1712)
- 1778 – Joseph Marie Terray, francuski duchowny katolicki, ekonomista, polityk (ur. 1715)
- 1780 – Kristijonas Donelaitis, litewski poeta (ur. 1714)
- 1790 – Elżbieta Wirtemberska, arcyksiężna austriacka (ur. 1767)
- 1799 – Johann Hedwig, niemiecki lekarz, botanik (ur. 1730)
- 1803 – Johann Wilhelm Ludwig Gleim, niemiecki poeta (ur. 1719)
- 1817 – Osip Igelström, rosyjski hrabia, dyplomata pochodzenia szwedzkiego (ur. 1737)
- 1831 – Charles Henry Somerset, brytyjski arystokrata, polityk, administrator kolonialny (ur. 1767)
- 1832 – Michał Ambroży Kochanowski, polski szlachcic, polityk (ur. 1757)
- 1834 – William Wirt, amerykański polityk (ur. 1772)
- 1838 – Bernard-Raymond Fabré-Palaprat, francuski lekarz, wolnomularz (ur. 1773)
- 1840 – Elżbieta Krystyna, księżniczka brunszwicka (ur. 1746)
- 1845 – Ignacy Żegota Onacewicz, polski historyk, wykładowca akademicki (ur. 1780)
- 1848 – Joseph Gerhard Zuccarini, niemiecki botanik, wykładowca akademicki (ur. 1797)
- 1851 – Carl Jacobi, niemiecki matematyk, wykładowca akademicki pochodzenia żydowskiego (ur. 1804)
- 1862:
  - Pierre Bretonneau, francuski lekarz, chirurg, epidemiolog (ur. 1778)
  - Jan Chen Xianheng, chiński męczennik i święty katolicki (ur. 1820)
  - Jan Neel, francuski misjonarz, męczennik i święty katolicki (ur. 1832)
  - Marcin Wu Xuesheng, chiński męczennik i święty katolicki (ur. 1817)
  - Jan Zhang Tianshen, chiński męczennik i święty katolicki (ur. 1805)
- 1870 – Jan Mikołaj Fritz, niemiecki dziennikarz, tłumacz, propagator języka polskiego (ur. 1809)
- 1873 – Wasił Lewski, bułgarski rewolucjonista, strateg polityczny, bohater narodowy (ur. 1837)
- 1876 – Adolphe-Théodore Brongniart, francuski botanik (ur. 1801)
- 1879 – Ludwik Jan Nepomucen Sułkowski, książę bielski (ur. 1814)
- 1885 – Jan Kazimierz Wilczyński, polski lekarz, kolekcjoner, wydawca (ur. 1806)
- 1890 – Gyula Andrássy, węgierski polityk, premier Węgier (ur. 1823)
- 1893:
  - Norbert Bonczyk, polski duchowny katolicki, poeta, publicysta, działacz narodowy na Górnym Śląsku (ur. 1837)
  - Jerzy Tupou I, król Tonga (ur. ok. 1797)
- 1898:
  - Andrzej Cinciała, polski prawnik, folklorysta, etnograf, wydawca, działacz narodowy na Śląsku Cieszyńskim (ur. 1825)
  - Mikołaj Kański, polski prawnik, adwokat, działacz niepodległościowy, polityk (ur. 1818)
- 1899 – Marius Sophus Lie, norweski matematyk, wykładowca akademicki (ur. 1842)
- 1900 – Eugenio Beltrami, włoski matematyk, wykładowca akademicki (ur. 1835)
- 1903 – Gertruda Comensoli, włoska zakonnica, święta (ur. 1847)
- 1904:
  - Ambroise-Auguste Liébeault, francuski lekarz (ur. 1823)
  - Bronisław Szwarce, polski inżynier, tłumacz, działacz niepodległościowy (ur. 1834)
- 1909:
  - Włodzimierz Gniewosz, polski ziemianin, polityk (ur. 1838)
  - Herbert Loveitt, brytyjski rugbysta (ur. 1874)
- 1913 – George Lee, amerykański porucznik konfederacki (ur. 1832)
- 1915:
  - Frank James, amerykański przestępca (ur. 1843)
  - Harry Ward Leonard, amerykański elektryk, wynalazca (ur. 1861)
- 1916 – Hans Schmidt, niemiecko-amerykański duchowny katolicki, morderca (ur. 1881)
- 1917 – Charles Barber, amerykański grawer (ur. 1840)
- 1918:
  - Bolesław Mościcki, polski pułkownik kawalerii (ur. 1877)
  - Friederike Kronau, niemiecko-austriacka aktorka (ur. 1841)
- 1919 – Leonard Allen Payne, południowoafrykański pilot wojskowy, as myśliwski (ur. 1894)
- 1921:
  - Płaton Leczicki, rosyjski generał (ur. 1856)
  - Rafael Reyes, kolumbijski przedsiębiorca, generał, dyplomata, polityk prezydent Kolumbii (ur. 1849)
- 1925 – James Lane Allen, amerykański pisarz (ur. 1849)
- 1927 – Turhan Pasza Përmeti, albański polityk, premier Albanii (ur. 1846)
- 1929 – Enrico Morselli, włoski psychiatra (ur. 1852)
- 1930 – Max Friedrich Koch, niemiecki malarz (ur. 1859)
- 1931:
  - Louis Wolheim, amerykański aktor pochodzenia żydowskiego (ur. 1880)
  - Filip Zawada, polski prawnik, działacz niepodległościowy, dyplomata (ur. 1888)
- 1932 – Fryderyk August III, ostatni król Saksonii (ur. 1865)
- 1933:
  - Jim Corbett, amerykański bokser (ur. 1866)
  - Arnold Ludwig Mendelssohn, niemiecki kompozytor pochodzenia żydowskiego (ur. 1855)
- 1934 – Antonina Szukiewicz, polska pianistka (ur. 1865)
- 1935:
  - Benita von Falkenhayn, niemiecka arystokratka, agentka polskiego wywiadu (ur. 1900)
  - Renate von Natzmer, niemiecka arystokratka, agentka polskiego wywiadu (ur. 1898)
- 1937 – Sergo Ordżonikidze, gruziński i radziecki polityk komunistyczny (ur. 1886)
- 1939 – Erik Hartvall, fiński żeglarz sportowy (ur. 1875)
- 1940 – Jan Nowak, polski geolog, paleontolog, wykładowca akademicki (ur. 1880)
- 1941:
  - Piotr Dmochowski, polski duchowny katolicki, filozof, wykładowca akademicki (ur. 1865)
  - Miron (Nikolić), serbski biskup prawosławny (ur. 1846)
  - Karol Wojtyła senior, polski żołnierz (ur. 1879)
- 1942:
  - Leon Karwacki, polski pułkownik lekarz, mikrobiolog, wykładowca akademicki (ur. 1871)
  - Helena Schrammówna, polska malarka, badaczka sztuki ludowej (ur. 1879)
- 1943:
  - Sylvain Brébart, belgijski piłkarz (ur. 1886)
  - Jerzy Kaszyra, polski marianin, męczennik, błogosławiony (ur. 1904)
- 1944:
  - Charles Bedaux, francusko-amerykański przedsiębiorca (ur. 1886)
  - Osman Kasajew, radziecki major, dowódca partyzancki (ur. 1916)
  - Alfred Vocke, niemiecki rzeźbiarz, medalier (ur. 1886)
  - Stanisław Zapotoczny, polski podporucznik (ur. 1924)
- 1945:
  - Iwan Czerniachowski, radziecki generał arnii (ur. 1906)
  - Dmitrij Karbyszew, radziecki generał porucznik wojsk inżynieryjnych (ur. 1880)
- 1948:
  - Renato Balestrero, włoski kierowca wyścigowy (ur. 1898)
  - Bronisław Prugar-Ketling, polski generał dywizji (ur. 1891)
- 1950:
  - James Graham, amerykański strzelec sportowy (ur. 1870)
  - Josef Grzimek, niemiecki funkcjonariusz i zbrodniarz nazistowski (ur. 1905)
  - Riccardo Nowak, włoski szablista (ur. 1885)
  - Prežihov Voranc, słoweński pisarz, polityk komunistyczny (ur. 1893)
- 1952 – Antoine-Pierre-Jean Fourquet, francuski duchowny katolicki, misjonarz, wikariusz apostolski i arcybiskup kantoński (ur. 1872)
- 1953 – Vladas Mironas, litewski duchowny katolicki, polityk, premier Litwy (ur. 1880)
- 1954:
  - Emilio Kléber, radziecki generał pochodzenia żydowskiego (ur. 1896)
  - Voldemar Mägi, estoński zapaśnik (ur. 1914)
- 1955:
  - Kim Seong-su, południowokoreański polityk (ur. 1891)
  - Tadeusz Michejda, polski architekt, malarz (ur. 1895)
  - Louis Potheau, francuski żeglarz sportowy (ur. 1870)
  - Ludwika Wawrzyńska, polska nauczycielka (ur. 1908)
- 1956:
  - Paolo Buzzi, włoski prozaik, poeta (ur. 1874)
  - Gustave Charpentier, francuski kompozytor (ur. 1860)
- 1957:
  - Dedan Kimathi, kenijski działacz narodowowyzwoleńczy (ur. 1920)
  - Henry Norris Russell, amerykański astronom, wykładowca akademicki (ur. 1877)
  - Wacław Żenczykowski, polski inżynier, wykładowca akademicki (ur. 1897)
- 1959:
  - Alfred Alessandrescu, rumuński kompozytor (ur. 1893)
  - Carlos Viegas Gago Coutinho, portugalski oficer marynarki, pionier lotnictwa, historyk (ur. 1869)
  - Serafin (Łukianow), rosyjski biskup prawosławny (ur. 1879)
- 1960:
  - Mosze Ben–Ammi, izraelski prawnik, polityk (ur. 1898)
  - Lewis Sheldon, amerykański lekkoatleta, trójskoczek, skoczek wzwyż i w dal (ur. 1874)
- 1961 – David Jenkins Ward, amerykański polityk (ur. 1871)
- 1962:
  - Erik Granfelt, szwedzki gimnastyk, przeciągacz liny (ur. 1883)
  - Marek Wajsblum, polski historyk, esperantysta pochodzenia żydowskiego (ur. 1903)
- 1963:
  - Monte Blue, amerykański aktor (ur. 1887)
  - Fernando Tambroni, włoski prawnik, polityk, premier Włoch (ur. 1901)
- 1966:
  - Rick Bockelie, norweski żeglarz sportowy (ur. 1902)
  - Stanisław Mackiewicz, polski publicysta, polityk, premier RP na uchodźstwie (ur. 1896)
  - Grigorij Nielubow, radziecki pilot wojskowy, kosmonauta (ur. 1934)
  - Robert Rossen, amerykański reżyser, scenarzysta i producent filmowy pochodzenia żydowskiego (ur. 1908)
- 1967 – Robert Oppenheimer, amerykański fizyk pochodzenia żydowskiego (ur. 1904)
- 1969:
  - Gisela Arendt, niemiecka pływaczka (ur. 1918)
  - Dragiša Cvetković, jugosłowiański polityk, premier Jugosławii (ur. 1893)
  - Jan Hoppe, polski dziennikarz, działacz społeczny (ur. 1902)
- 1971 – Jaime de Barros Câmara, brazylijski duchowny katolicki, arcybiskup São Sebastião do Rio de Janeiro (ur. 1894)
- 1972:
  - Charles Barnes, amerykański oficer CIA (ur. 1911)
  - Tadeusz Maliszewski, polski dziennikarz sportowy pochodzenia żydowskiego (ur. 1897)
- 1973:
  - Frank Costello, amerykański gangster pochodzenia włoskiego (ur. 1891)
  - Max Mack, niemiecki reżyser, scenarzysta i producent filmowy (ur. 1884)
- 1974 – Bernard Voorhoof, belgijski piłkarz (ur. 1910)
- 1975:
  - Władysław Bobiński, polski generał brygady (ur. 1901)
  - Naim Frashëri, albański aktor (ur. 1923)
  - Chivu Stoica, rumuński polityk komunistyczny, premier i przewodniczący Rady Państwa (ur. 1908)
- 1976 – Wiktor Karger, austriacki historyk sztuki, ekonomista (ur. 1880)
- 1977 – Andy Devine, amerykański aktor, krótkofalowiec (ur. 1905)
- 1978:
  - Kathleen Lockhart, brytyjska aktorka (ur. 1894)
  - Maggie McNamara, amerykańska aktorka (ur. 1928)
- 1979:
  - Nadzieja Abramawa, białoruska pisarka, publicystka, działaczka narodowa i religijna (ur. 1907)
  - Zygmunt Semerga, polski pułkownik (ur. 1896)
  - Szczepan Szczeniowski, polski fizyk, polityk, poseł na Sejm PRL (ur. 1898)
- 1980:
  - Max Müller, szwajcarski psychiatra (ur. 1894)
  - Lech Skolimowski, polski aktor, prawnik (ur. 1927)
- 1982:
  - Ngaio Marsh, nowozelandzka pisarka, reżyserka teatralna (ur. 1895)
  - Witold Trąmpczyński, polski ekonomista, polityk, minister handlu zagranicznego, prezes NBP (ur. 1909)
- 1983:
  - Władysław Czarnecki, polski architekt (ur. 1895)
  - Piet van der Horst, holenderski kolarz szosowy i torowy (ur. 1903)
- 1985 – Willy Alberti, holenderski aktor, piosenkarz (ur. 1926)
- 1986 – Vilmos Kohut, węgierski piłkarz (ur. 1906)
- 1988 – Mieczysław Majewski, polski malarz, grafik (ur. 1915)
- 1989:
  - Mildred Burke, amerykańska wrestlerka, promotorka (ur. 1915)
  - Jerzy Kurmanowicz, polski architekt (ur. ok. 1932)
- 1991:
  - Liu Chi-Sheng, chiński pilot wojskowy, as myśliwski (ur. 1914)
  - Zdzisław Mordarski, polski piłkarz (ur. 1922)
- 1992 – Sylvain Julien Victor Arend, belgijski astronom (ur. 1902)
- 1993:
  - Jacqueline Hill, brytyjska aktorka (ur. 1929)
  - Antoni Jaksztas, polski aktor, artysta estradowy, autor tekstów (ur. 1910)
- 1995:
  - Zair Azgur, białoruski rzeźbiarz pochodzenia żydowskiego (ur. 1908)
  - Kenneth Setton, amerykański historyk, wykładowca akademicki (ur. 1914)
  - Wojciech Morawski, polski ekonomista (ur. 1927)
- 1996:
  - Jan Biczycki, polski aktor, reżyser (ur. 1931)
  - Janusz Sokołowski, polski malarz, rysownik, poeta (ur. 1954)
- 1997 – Jerzy Kosko, polski kompozytor, organista, pedagog (ur. 1925)
- 1999 – Noam Pitlik, amerykański aktor, reżyser telewizyjny (ur. 1932)
- 2000: 
  - Brunon Skierka, polski bokser, trener (ur. 1918)
  - Henryk Syska, polski pisarz, publicysta, działacz oświatowy (ur. 1920)
- 2001:
  - Balthus, francuski malarz pochodzenia polsko-niemiecko-żydowskiego (ur. 1908)
  - Dale Earnhardt, amerykański kierowca wyścigowy (ur. 1951)
  - Eddie Mathews, amerykański baseballista (ur. 1931)
- 2004 – Jean Rouch, francuski reżyser filmowy, etnolog (ur. 1917)
- 2006:
  - Ratmir Chołmow, rosyjski szachista (ur. 1925)
  - Tereza Hlavsová, czeska biathlonistka (ur. 1986)
- 2007:
  - Pierre Gonon, francuski lekkoatleta, sprinter (ur. 1924)
  - Félix Lévitan, francuski dziennikarz sportowy (ur. 1911)
- 2008:
  - Alain Ayache, francuski dziennikarz (ur. 1936)
  - Tomasz Górawski, polski muzyk, perkusista, członek zespołu Neolith (ur. 1982)
  - Alain Robbe-Grillet, francuski pisarz, filmowiec (ur. 1922)
  - Jelena Sabitowa, rosyjska pięściarka (ur. 1979)
- 2009:
  - Henryk Mądrawski, polski malarz, grafik (ur. 1933)
  - Kamila Skolimowska, polska lekkoatletka, młociarka (ur. 1982)
- 2010:
  - Ariel Ramírez, argentyński pianista, kompozytor (ur. 1921)
  - Jerzy Skalski, polski generał broni, polityk, wiceminister obrony narodowej, poseł na Sejm PRL (ur. 1925)
- 2011:
  - Włodzimierz Olszewski, polski reżyser filmowy (ur. 1936)
  - Marek Rybiński, polski duchowny katolicki, salezjanin, misjonarz (ur. 1977)
- 2012:
  - Roald Aas, norweski łyżwiarz szybki (ur. 1928)
  - Michael Foot, brytyjski historyk (ur. 1919)
- 2013:
  - Jerry Buss, amerykański przedsiębiorca (ur. 1933)
  - Elspet Gray, brytyjska aktorka (ur. 1929)
  - Otfried Preussler, niemiecki pisarz (ur. 1923)
- 2014:
  - Nelson Frazier Jr., amerykański wrestler (ur. 1971)
  - Kristof Goddaert, belgijski kolarz szosowy (ur. 1986)
  - Dieter Przewdzing, polski samorządowiec, burmistrz Zdzieszowic, działacz mniejszości niemieckiej (ur. 1944)
- 2015:
  - Claude Criquielion, belgijski kolarz szosowy (ur. 1957)
  - Jerome Kersey, amerykański koszykarz (ur. 1962)
- 2016:
  - Rosario Ferré, portorykańska pisarka, poetka, eseistka (ur. 1938)
  - Zdzisław Oleszek, polski koszykarz, trener, działacz sportowy (ur. 1937)
- 2017:
  - Umar Abd ar-Rahman, egipski działacz muzułmański, polityk, terrorysta (ur. 1938)
  - Witold Adamek, polski operator, reżyser i scenarzysta filmowy (ur. 1945)
  - Norma McCorvey, amerykańska polityk, działaczka pro-choice, a następnie pro-life (ur. 1947)
  - Michael Ogio, papuański polityk, minister, gubernator generalny (ur. 1942)
  - Daniel Vickerman, australijski rugbysta (ur. 1979)
  - Jaroslav Zemánek, czeski matematyk (ur. 1946)
- 2018:
  - Günter Blobel, niemiecki biolog, laureat Nagrody Nobla (ur. 1936)
  - Tadeusz Kępka, polski trener lekkoatletyczny (ur. 1932)
  - Didier Lockwood, francuski muzyk jazzowy, kompozytor (ur. 1956)
  - Paweł Panow, bułgarski piłkarz, trener (ur. 1950)
  - Maria Zając, polska botanik (ur. 1955)
- 2019:
  - Mirosław Hydel, polski lekkoatleta, skoczek w dal (ur. 1963)
  - Alessandro Mendini, włoski architekt, designer (ur. 1931)
- 2020:
  - José Bonaparte, argentyński paleontolog (ur. 1928)
  - Leszek Orlewicz, polski kompozytor, reżyser, operator i scenarzysta filmowy (ur. 1946)
- 2021:
  - Graeme English, brytyjski zapaśnik (ur. 1964)
  - Wiesław Juszczak, polski historyk, teoretyk i filozof sztuki, eseista (ur. 1932)
  - Andriej Miagkow, rosyjski aktor (ur. 1938)
- 2022:
  - Brad Johnson, amerykański model, aktor (ur. 1959)
  - Giennadij Juchtin, rosyjski aktor (ur. 1932)
  - Bardhyl Londo, albański prozaik, poeta (ur. 1948)
  - Witold Paszt, polski muzyk, wokalista, członek zespołu Vox (ur. 1953)
  - Zdzisław Podkański, polski polityk, minister kultury i sztuki, poseł na Sejm RP, eurodeputowany (ur. 1949)
  - Héctor Pulido, meksykański piłkarz, trener (ur. 1942)
- 2023:
  - Ilario Castagner, włoski piłkarz, trener, komentator piłkarski (ur. 1940)
  - Witold Cęckiewicz, polski architekt (ur. 1924)
  - David O’Connell, amerykański duchowny katolicki, biskup pomocniczy Los Angeles (ur. 1953)
  - Taraka Ratna, indyjski aktor (ur. 1983)
  - Petyr Żekow, bułgarski piłkarz (ur. 1944)
- 2024:
  - Sławomir Grabowy, polski rysownik, grafik (ur. 1947)
  - Zbigniew Marek, polski duchowny katolicki, jezuita, profesor nauk teologicznych (ur. 1947)
  - Kazimierz Michalik, polski wiolonczelista (ur. 1933)
  - Kazimierz Tylko, polski piłkarz ręczny, trener (ur. 1947)
- 2025:
  - Marie-Chantal Depetris-Demaille, francuska florecistka (ur. 1941)
  - Gene Hackman, amerykański aktor, pisarz (ur. 1930)
  - Andrzej Strupczewski, polski inżynier energetyk jądrowy (ur. 1937)
  - Marian Turski, polski historyk, dziennikarz (ur. 1926)